# Aleksandra Konieczna

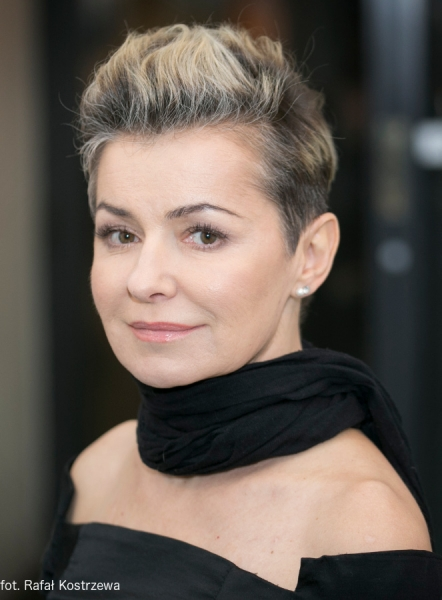
Aleksandra Konieczna (2016)

Aleksandra Konieczna (ur. 13 października 1965 w Prudniku) – polska aktorka i reżyserka teatralna, trzykrotna laureatka Orła za pierwszoplanowe role kobiece w filmach Ostatnia rodzina i Boże Ciało oraz za drugoplanową rolę kobiecą w filmie Jak pies z kotem.

## Życiorys
Jej matka była księgową, a ojciec rewidentem. Była wokalistką prudnickiego zespołu wykonującego poezję śpiewaną, w którym występował również Jan Manson. Ukończyła I Liceum Ogólnokształcące im. Adama Mickiewicza w Prudniku. W 1988 ukończyła Państwową Wyższą Szkołę Teatralną w Warszawie.
W latach 1988–1990 była aktorką Teatru Współczesnego w Warszawie, w latach 1990–2000 Teatru Dramatycznego w Warszawie, a później grała w Teatrze Rozmaitości. W 2000 podczas Festiwalu Słuchowisk Polskiego Radia w Rzeszowie została nagrodzona za rolę w słuchowisku Dorra w reżyserii Andrzeja Piszczatowskiego. W 2006 otrzymała wyróżnienie aktorskie podczas Festiwalu Teatru Polskiego Radia i Teatru Telewizji Polskiej „Dwa Teatry” w Sopocie za rolę w spektaklu telewizyjnym Skaza w reżyserii Marcina Wrony, opartym na dramacie Marzeny Brody o tym samym tytule.
Popularność przyniosła jej rola Honoraty w serialu Na Wspólnej (od 2008). Za rolę Zofii Beksińskiej w filmie Ostatnia rodzina (2016) otrzymała Orła za najlepszą główną rolę kobiecą oraz nagrodę za pierwszoplanową rolę kobiecą na 41. Festiwalu Polskich Filmów Fabularnych w Gdyni. W latach 2017–2018 wcielała się w rolę ordynator szpitala dr Marię Kaletę w serialu Diagnoza. W 2017 zdobyła Grand Prix Festiwalu „Dwa Teatry” za rolę w spektaklu telewizyjnym Posprzątane.
W 2018 zagrała Igę Cembrzyńską w autobiograficznej tragikomedii Janusza Kondratiuka Jak pies z kotem. Za swój występ w tym filmie otrzymała Orła za najlepszą drugoplanową rolę kobiecą oraz nagrodę za drugoplanową rolę kobiecą na 43. Festiwalu Polskich Filmów Fabularnych w Gdyni. W 2020 została nagrodzona Orłem za najlepszą główną rolę kobiecą w nominowanym do Oscara filmie Jana Komasy Boże Ciało (2019), w którym wykreowała postać kościelnej Lidii. Otrzymała również nagrodę Festiwalu Polskich Filmów Fabularnych w Gdyni za drugoplanową rolę kobiecą w filmie Sweat (2021).
Od 2019 jest wykładowczynią Wydziału Aktorskiego PWSFTviT w Łodzi.

## Życie prywatne
Była drugą żoną reżysera Andrzeja Maja, który obsadził ją w kilku swoich spektaklach. Ze związku z nim ma córkę Julię (ur. 1996), którą wychowała samotnie. Konieczna wspominała: „To nie było łatwe małżeństwo. Rodziny, jako takiej nie było. Myśmy się dosyć szybko rozstali. Moja córka miała rok”.
Podczas 22. ceremonii wręczenia Orłów stwierdziła, że ma liberalne poglądy. Angażuje się w kampanie charytatywne, a także popiera różne protesty antyrządowe (np. przeciw zaostrzeniu przepisów dotyczących aborcji), wspierając je w mediach społecznościowych.
Ma brata i siostrę. Mieszka w Warszawie, w dzielnicy Praga-Północ.

## Filmografia

### Filmy fabularne
- 1986: Maskarada

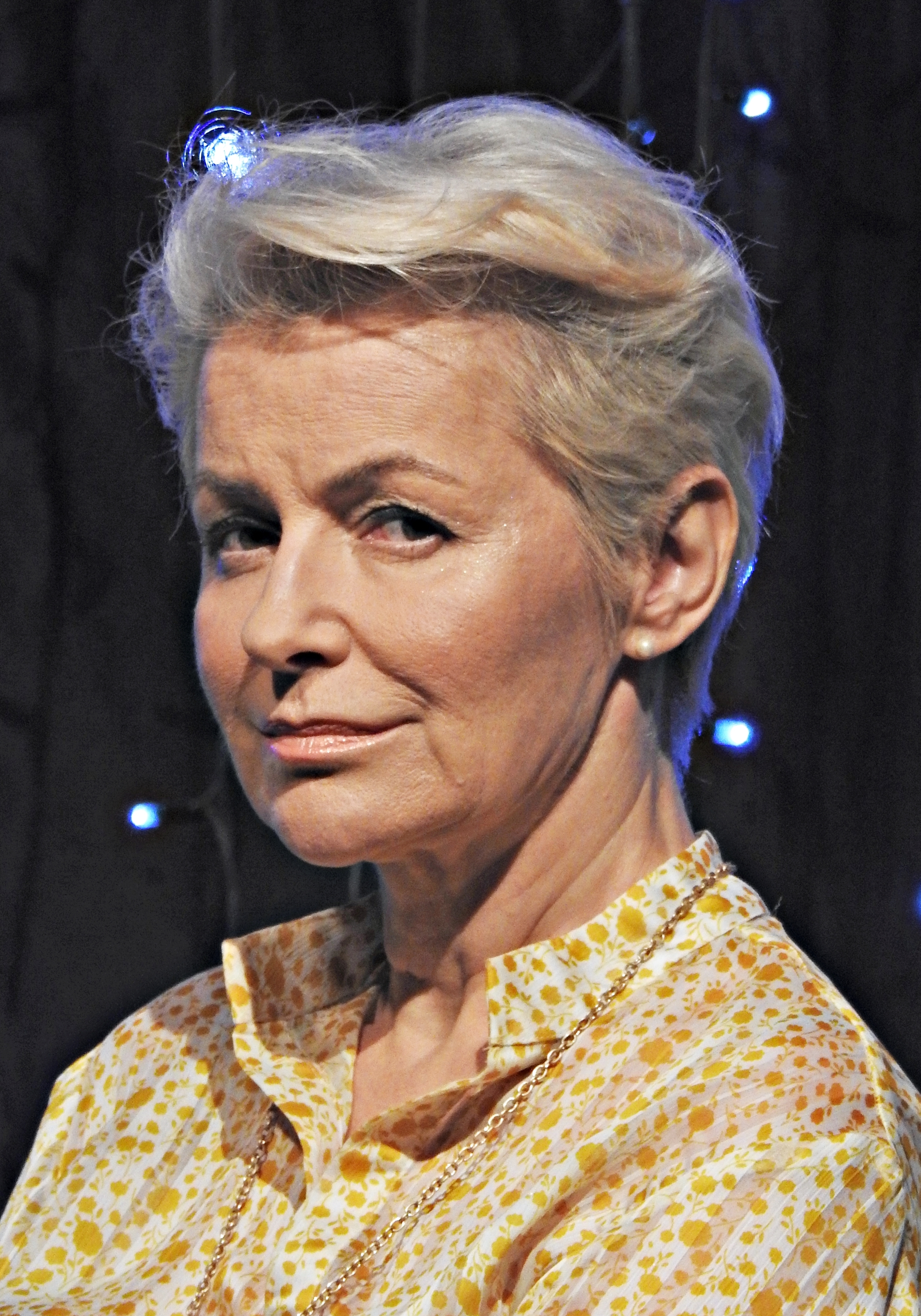
Aleksandra Konieczna podczas Dąbskich Wieczorów Filmowych przed projekcją filmu Jak pies z kotem (27 lipca 2019)

- 1989: Pięć minut przed gwizdkiem (film telewizyjny) jako Magda, córka Misiaków
- 1989: Spadek (film telewizyjny) jako Ryfka
- 1991: Życie za życie. Maksymilian Kolbe jako Zosia
- 1999: Hladik (etiuda szkolna)
- 2000: Operacja „Koza” jako ginekolog
- 2000: Musisz żyć jako Ola, matka narkomana, uczestniczka spotkań w „Powrocie z U.”
- 2003: Przemiany jako Basia Ostrowska, siostra Wandy i Marty
- 2004: Ja, Tadek (etiuda szkolna) jako mama
- 2007: Ważki (etiuda szkolna) jako matka Toli
- 2007: Korowód jako Irena Dąbrowska
- 2009: Generał Nil jako Stanisława Wierzbicka-Hryckowian
- 2010: Cisza wrześniowa (film krótkometrażowy)
- 2010: Tańczące kwiaty (etiuda szkolna)
- 2011: Klajmax (film krótkometrażowy) jako matka Weroniki
- 2013: W imię... jako siostra księdza Adama
- 2015: Mur jako Marta
- 2016: Niekoniecznie o Jędrzeju (film krótkometrażowy) jako Barbara
- 2016: Zdjęcie jako matka Adama
- 2016: Ostatnia rodzina jako Zofia Beksińska
- 2017: Nazywam się Julita (film krótkometrażowy) jako Danuta, matka Julity
- 2018: Jak pies z kotem jako Iga Cembrzyńska, żona Andrzeja
- 2019: Ciemno, prawie noc jako Babcyjka
- 2019: Boże Ciało jako kościelna Lidia
- 2020: Ostatni akord (film krótkometrażowy) jako Ewa, matka Tomka
- 2021: Sweat jako Basia, matka Sylwii
- 2021: Żeby nie było śladów jako prokurator Wiesława Bardon
- 2022: Śubuk jako dyrektorka liceum

### Seriale
- 1995: Sukces jako Agata, przyjaciółka Tekli
- 1999: Policjanci jako dama
- 2001: Klan jako Joanna Trzcińska, matka Miłosza, dziecka chorego na rdzeniowy zanik mięśni, działaczka Klubu Amazonek
- 2001: Twarze i maski jako aktorka na spotkaniu w sprawie „Tańca śmierci” (odc. 2)
- 2002: Na dobre i na złe jako pacjentka Krystyna Dominik (odc. 102)
- 2005: Boża podszewka II jako doktor Felicja, uczestniczka imprezy u Jurewiczów (odc. 9)
- 2007: Prawo miasta jako Teresa Bielik, żona Bogdana (odc. 12)
- 2007: Ja wam pokażę! jako Ula, przyjaciółka Judyty
- 2007: Regina jako Rita Małecka
- od 2008: Na Wspólnej jako Honorata Leśniewska
- 2009: Londyńczycy jako Basia, matka Marioli
- 2011; 2014; 2021, 2022: Ojciec Mateusz jako Klara Styś (odc. 66); jako Sławkowska, matka Jarka (odc. 146); jako Róża Barska (odc. 336, 352)
- 2013: Prawo Agaty jako Bożena (odc. 44)
- 2015: Zziajani jako Irena Orzeł, matka Basi (odc. 4)
- 2017–2018: Diagnoza jako dr Maria Kaleta, ordynator szpitala
- 2017: Belfer 2 jako Maria Zaborska, dyrektorka liceum
- 2020: Król jako madame Potocki (odc. 6–7)
- 2020: Żywioły Saszy. Ogień jako Marta Gajka, matka Adama
- 2020: Osiecka jako Hanna Bakuła (odc. 10–13)
- 2021: Dom pod Dwoma Orłami jako matka Zosi
- 2022: Minuta ciszy jako Celina Zasada, żona Mietka
- 2024: Będziemy mieszkać razem jako Magda Lipińska

## Spektakle telewizyjne
- 1988: Bezimienne dzieło jako Róża
- 1989: Chłodna jesień jako córka Alexa
- 1989: Jacuś jako Wanda
- 1989: Kwartet jako Lena
- 1989: Małżeństwo Marii Kowalskiej jako Anna, córka Marii
- 1989: Przebudzenie wiosny jako Wendla
- 1989: Teatr cudów jako Teresa Repollo
- 1991: Druga pułapka miłości jako Margrabina
- 1991: Szczęśliwi we troje jako Zuzia
- 1991: Tajemna ekstaza jako Isobel
- 1992: Cieszmy się życiem jako Alice
- 1992: Giacomo Joyce
- 1992: Jezioro Bodeńskie
- 1992: Nieporównany Crichton jako Nosia
- 1992: Powrót do domu jako Ruth
- 1992: Staś jako Helena
- 1993: Dzieje salonu jako Żaneta Halemirska
- 1993: Zjazd rodzinny jako Maria
- 1994: Ach, Combray... jako matka
- 1994: Dom otwarty jako Ciuciumkiewiczówna
- 1995: Klimaty jako Miza
- 1995: Niebezpieczny zakręt jako Freda Kaplan
- 1995: Wyprawy krzyżowe jako ona
- 1996: Biała jako Paulina
- 1997: Casanova jako Lizetta
- 1997: Dziennikarze jako Crystal
- 1997: Julian Tuwim – moje słowa
- 1997: Wilki w nocy jako Julia
- 1998: Historia jako Rena
- 1998: Zagubieni w Yonkers jako Gerta
- 1999: Druga matka jako matka Waltera
- 2001: Pielgrzymi jako matka
- 2004: Od dziś będziemy dobrzy jako matka Kermita
- 2005: Pieniądze i przyjaciele jako Margaret
- 2005: Skaza jako Sara Coleman
- 2006: 2007: Macbeth jako Lady Macbeth
- 2006: Kobieta z przeszłości jako Klaudia
- 2006: Śmierć rotmistrza Pileckiego jako Stanisława Hryckowian
- 2016: Posprzątane jako Virginia
- 2019: Żona Łysego jako Maria
- 2021: Polowanie jako Barbara

## Polski dubbing
- 1989–2001: Babar jako Aleksander
- 1999: Babar – król słoni

## Nagrody i wyróżnienia
- 2000: nagroda Festiwalu Słuchowisk Polskiego Radia w Rzeszowie za rolę w słuchowisku Dorra
- 2006: wyróżnienie aktorskie Festiwalu Teatru Polskiego Radia i Teatru Telewizji Polskiej „Dwa Teatry” w Sopocie za rolę w spektaklu telewizyjnym Skaza
- 2016: nagroda Festiwalu Filmowego w Gdyni za pierwszoplanową rolę kobiecą w filmie Ostatnia rodzina
- 2016: nagroda Onetu „Odkrycie Festiwalu” przyznana podczas Festiwalu Filmowego w Gdyni za rolę w filmie Ostatnia rodzina
- 2016: nominacja do nagrody Festiwalu Aktorstwa Filmowego im. Tadeusza Szymkowa „Złoty Szczeniak” w kategorii Najlepsza pierwszoplanowa rola kobieca za rolę w filmie Ostatnia rodzina
- 2017: nagroda Koszalińskiego Festiwalu Debiutów Filmowych „Młodzi i Film” za rolę kobiecą za „wielką kreację aktorską” w filmie Ostatnia rodzina
- 2017: Orzeł w kategorii Najlepsza główna rola kobieca za rolę w filmie Ostatnia rodzina
- 2017: Grand Prix Festiwalu Teatru Polskiego Radia i Teatru Telewizji Polskiej „Dwa Teatry” w Sopocie za rolę w spektaklu telewizyjnym Posprzątane
- 2018: nominacja do Nagrody Polskiego Kina Niezależnego im. Jana Machulskiego w kategorii Najlepsza aktorka za rolę w filmie Nazywam się Julita
- 2018: nagroda Festiwalu Filmowego w Gdyni za drugoplanową rolę kobiecą w filmie Jak pies z kotem
- 2019: Orzeł w kategorii Najlepsza drugoplanowa rola kobieca za rolę w filmie Jak pies z kotem
- 2019: nagroda Festiwalu Aktorstwa Filmowego im. Tadeusza Szymkowa „Złoty Szczeniak” za pierwszoplanową kreację aktorską kobiecą w filmie Boże Ciało
- 2020: Orzeł w kategorii Najlepsza główna rola kobieca za rolę w filmie Boże Ciało
- 2020: nagroda Festiwalu Filmowego w Gdyni za drugoplanową rolę kobiecą w filmie Sweat
- 2022: nominacja do Orła w kategorii Najlepsza drugoplanowa rola kobieca za rolę w filmie Żeby nie było śladów[14]